# Émile Bottieau
Pour les articles homonymes, voir Bottieau.
Émile Bottieau est un homme politique français né le 12 septembre 1822 à Maubeuge (Nord) et décédé le 10 octobre 1887 à Arras.
Avocat à Douai, puis magistrat, il est substitut à Arras en 1848 puis à Lille en 1852, procureur à Boulogne-sur-Mer en 1856, à Valenciennes en 1862 et conseiller à la cour d'appel de Douai en 1866. Il est représentant du Nord de 1871 à 1876, siégeant au centre droit, proche des bonapartistes. Il retrouve son siège de député de 1885 à 1887.
Il est inhumé au cimetière parisien de Pantin dans la 2e division.

## Sources
- « Émile Bottieau », dans Adolphe Robert et Gaston Cougny, Dictionnaire des parlementaires français, Edgar Bourloton, 1889-1891 [détail de l’édition]